# Миселя
Миселя (баш. Миһеле) — река в России, протекает в Белорецком районе Башкортостана.

## География и гидрология
Устье реки находится у бывшей одноимённой деревни Мисели, в 20 км по левому берегу реки Тирлян, длина реки составляет 14 км. Высота устья — 605,4 м над уровнем моря.
В 0,9 км от устья, по правому берегу реки впадает река Терженка.
Система водного объекта: Тирлян → Белая → Кама → Волга → Каспийское море.

## Данные водного реестра
По данным государственного водного реестра России относится к Камскому бассейновому округу, водохозяйственный участок реки — Белая от истока до водомерного поста Арский Камень, речной подбассейн реки — Белая. Речной бассейн реки — Кама.
Код объекта в государственном водном реестре — 10010200112111100016854.

## Топографическая карта
- Лист карты N-40-57 Верхний   Катав. Масштаб: 1 : 100 000. Издание 1978 г. — исток
- Лист карты N-40-69 Шушпа. Масштаб: 1 : 100 000. Издание 1979 г. — устье